# Nilagiri
Nilagiri es una ciudad y  comité de área notificada situada en el distrito de Balasore en el estado de Odisha (India). Su población es de 17264 habitantes (2011). Se encuentra a 22 km de Balasore, y a  185 km de Bhubaneswar.

## Demografía
Según el censo de 2011 la población de Nilagiri era de 17264 habitantes, de los cuales 8825 eran hombres y 8439 eran mujeres. Nilagiri tiene una tasa media de alfabetización del 77,46%, superior a la media estatal del 72,87%: la alfabetización masculina es del 83,21%, y la alfabetización femenina del 71,47%.